# Eulophidae
Gli Eulofidi (Eulophidae Westwood, 1829) costituiscono una vasta famiglia di insetti (Hymenoptera Chalcidoidea) comprendente specie parassitoidi.

## Generalità
Si tratta della famiglia più numerosa, di non facile determinazione a causa della difficoltà di individuazione dei caratteri morfologici distintivi. Gli Eulofidi s'identificano principalmente per il numero di tarsomeri (sempre quattro) e per il numero di articoli delle antenne, caratteri non facilmente apprezzabili in insetti di dimensioni piuttosto piccole e di non facile conservazione.
Da un punto di vista morfologico possono avere affinità con i Tetracampidi e con gli Encirtidi.

## Descrizione
Gli Eulofidi hanno un corpo lungo 1-4 mm, poco sclerotizzato, spesso di colore metallico. Il capo ha antenne composte al massimo da 10 segmenti con funicolo formato da 2-4 articoli. Il torace mostra notauli generalmente distinti oppure incompleti e lo scutello è spesso percorso da due solchi longitudinali. Le zampe medie e posteriori hanno uno sperone all'apice delle tibie mentre quelle anteriori portano un breve dente cilindrico. I tarsi di tutte le zampe sono sempre composti da 4 articoli. Le ali sono in genere ben sviluppate, ma esistono anche specie con ali ridotte. La venatura è normalmente sviluppata, ma c'è una certa eterogeneità nel decorso delle singole vene. L'addome è peziolato, con gastro ben distinto dal propodeo.

## Biologia

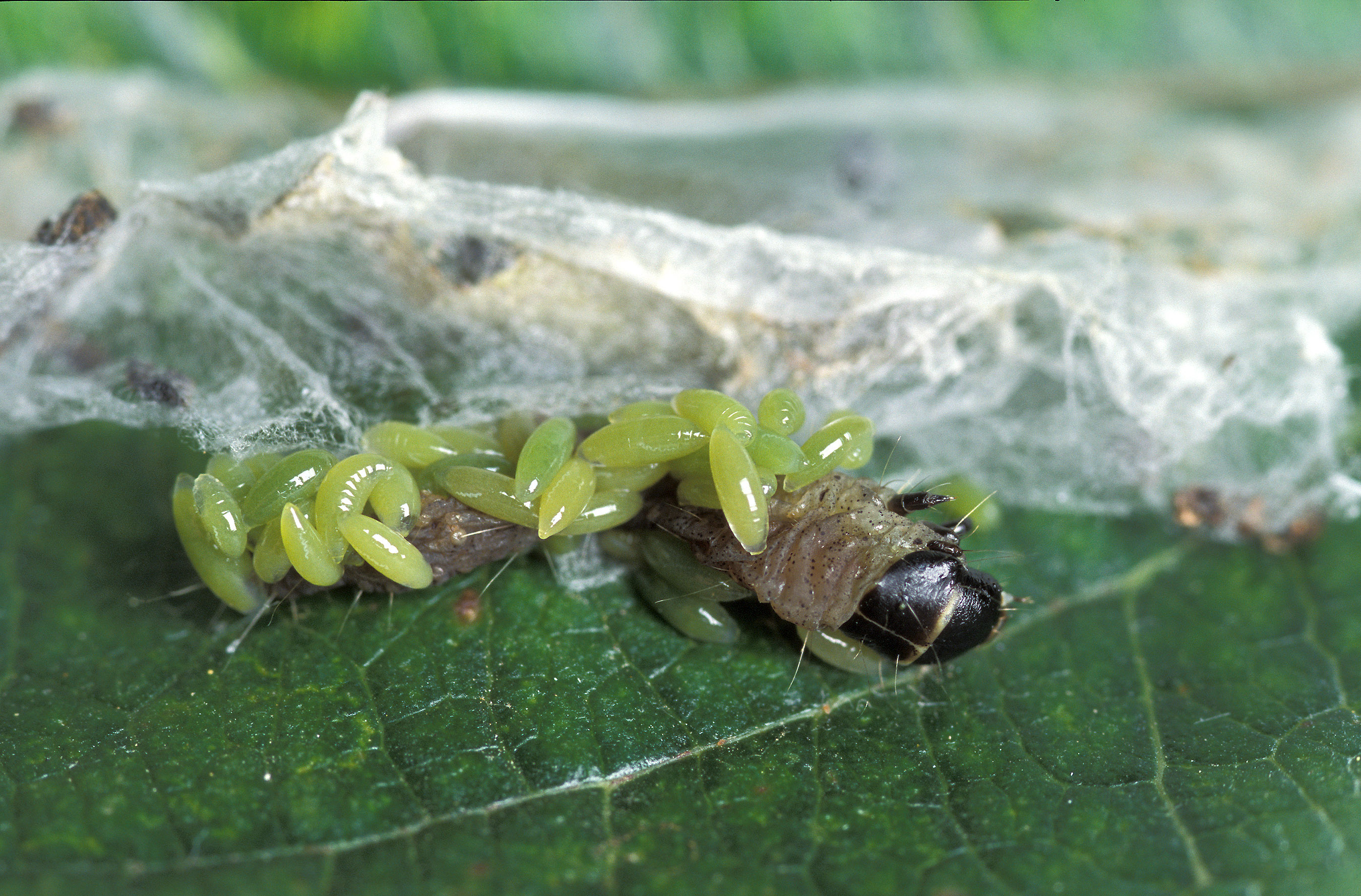
Bruco di Tortrice ricamatrice parassitizzata da larve gregarie ectofaghe di Colpoclypeus florus

Gli Eulofidi sono parassiti primari o iperparassiti a spese di altri insetti generalmente ectofagi, meno frequentemente endofagi. Gli oofagi attaccano uova di Artropodi (compresi Acari e Ragni) oppure si comportano come iperparassiti a spese di Icneumonidi oofagi. Gli ospiti primari più frequenti sono larve minatrici di molteplici famiglie di Lepidotteri, Ditteri, Coleotteri, Imenotteri, meno frequenti come ospiti primari sono invece i Tisanotteri e i Rincoti Omotteri (cocciniglie).

## Sistematica
Insieme agli Pteromalidi e agli Encirtidi costituiscono il più vasto raggruppamento di Calcidoidi, con oltre 4400 specie appartenenti a quasi 300 generi e ripartite in 5 sottofamiglie.
La collocazione sistematica della sottofamiglia degli Elasminae è controversa: secondo alcuni Autori (Peck, Boucek, Hoffer) sarebbe da considerare come famiglia distinta (Elasmidae) e come tale è trattata in alcune fonti citate in bibliografia . Secondo Burks e Yoshimoto sarebbero da considerare come sottofamiglia degli Eulofidi . Secondo Gauthier e altri, alla luce di recenti analisi del genoma, sarebbe da riclassificare al rango di tribù nell'ambito della sottofamiglia degli Eulophinae .
Alcuni generi della famiglia sono classificati come incertae sedis dai più recenti schemi tassonomici, in attesa di una collocazione più precisa. Si tratta di generi Anselmella, Makarora, Ophelimus, Pentastichodes, Perthiola e Platytetracampe.